# Spitz (band)
Spitz (スピッツ, Supittsu) is een Japanse rockband. De groep werd in 1987 opgericht door drie kunststudenten in Tokio. Deze bestond toen uit Masamune Kusano (zang en gitaar), Tetsuya Miwa (gitaar), Akihiro Tamura (basgitaar) en Tatsuo Sakiyama (drum).
In maart 1991 bracht Spitz hun eerste single (Hibari no Kokoro) en hun eerste album (Spitz) uit via Polydor Records. Hoewel hun eerste werken maar weinig aandacht kregen, oogstte de band veel succes met de single Robinson in april 1995. Het nummer verkocht 1,6 miljoen keer. Hun volgende album (Hachimitsu) oogstte datzelfde jaar nog meer succes. Het stond meteen bovenaan de Japanse Oricon lijst en verkocht tot 1,7 miljoen exemplaren. In 1997 kreeg het een vierdubbele platina-status.
Spitz is reeds meer dan twintig jaar enorm populair op de Japanse muziekmarkt. Tussen hun debuut in 1991 en december 2013 verkochten ze 20,8 miljoen albums en singles binnen Japan.

## Over Spitz
Doorheen hun carrière produceerde de groep 15 albums en 38 singles. Hun muzikale stijl bleef consequent behoren tot het Janglepop genre, waarvoor ze inspiratie haalden bij Donovan. Ze staan bekend voor hun melodische composities, hun symbolische teksten en de heldere stem van bandleider Kusano.
Kusano was degene die de naam Spitz aandroeg. Het betekent scherp en gepunt in het Duits. Kusano wilde reeds in het middelbaar de naam gebruiken, maar de toenmalige bandleden gingen er niet mee akkoord. De Spitz fanclub is vernoemd naar het Noorse eiland Spitsbergen.
In 1995 verkocht het album Hachimitsu meer dan een miljoen platen. Het werd ook gebruikt in de anime Hachimitsu to Clover. De singles Sora mo Toberuhazu (空も飛べるはず) en Cherry (チェリー) verkochten elk meer dan een miljoen exemplaren.
Spitzs muziek wordt vaak gezien als conventionele popballades. De groep is echter een hard rock band van oorsprong. De leden zien zichzelf ook als een rock band.
Alle leden van de groep volgden een kunstopleiding. Kusano en Tamura studeerden aan de Tokio Zokei Universiteit. Miwa en Sakiyama gingen naar de Bunka Mode Hogeschool. Miwa en Tamura waren klasgenoten in de lagere school.
Spitz hecht veel belang aan hun interactie met het publiek. Daarom treden ze nooit op in zalen die groter zijn dan gemiddeld.

## Bandleden
- Masamune Kusano (草野 マサムネ, Kusano Masamune), echte naam 草野 正宗 (zelfde uitspraak) - zang, gitaar.
- Tetsuya Miwa (三輪 テツヤ, Miwa Tetsuya), echte naam 三輪 徹也 (zelfde uitspraak) - gitaar, achtergrondzang.
- Akihiro Tamura (田村 明浩, Tamura Akihiro) - basgitaar, achtergrondzang.
- Tatsuo Sakiyama (崎山 龍男, Sakiyama Tatsuo) - Drum.

## Discografie
Studioalbums
- Spitz (1991)
- Namae o Tsukete Yaru (1991)
- Hoshi no Kakera (1992)
- Crispy! (1993)
- Sora no Tobikata (1994)
- Hachimitsu (1995)
- Indigo Chiheisen (1996)
- Fake Fur (1998)
- Hayabusa (2000)
- Mikazuki Rock (2002)
- Souvenir (2005)
- SazanamiCD (2007)
- Togemaru (2010)
- Chiisana Ikimono (2013)
- Samenai (2016)